# Moataz Ben Amer
Moataz Ali Mohamed Ben Amer (tiếng Ả Rập: معتزمحمدعلي بن عامر) (sinh năm 1981) là một cầu thủ bóng đá người Libya thi đấu cho câu lạc bộ quê nhà Al Ahly Benghazi. Ben Amer là đội trưởng, và cũng là cầu thủ đá phạt đền. Khi Ben Amer thi đấu phòng thủ, anh ít ghi nhiều bàn thắng, nhưng anh thường thực hiện tất cả các quả phạt đền (và thường đều thành công), anh thường có khoảng 10 bàn thắng mỗi mùa. Ben Amer mang số áo 21, và là đội trưởng kể từ mùa giải 2006-07. Anh từng đại diện đội tuyển quốc gia Libya.